# صيد التماسيح

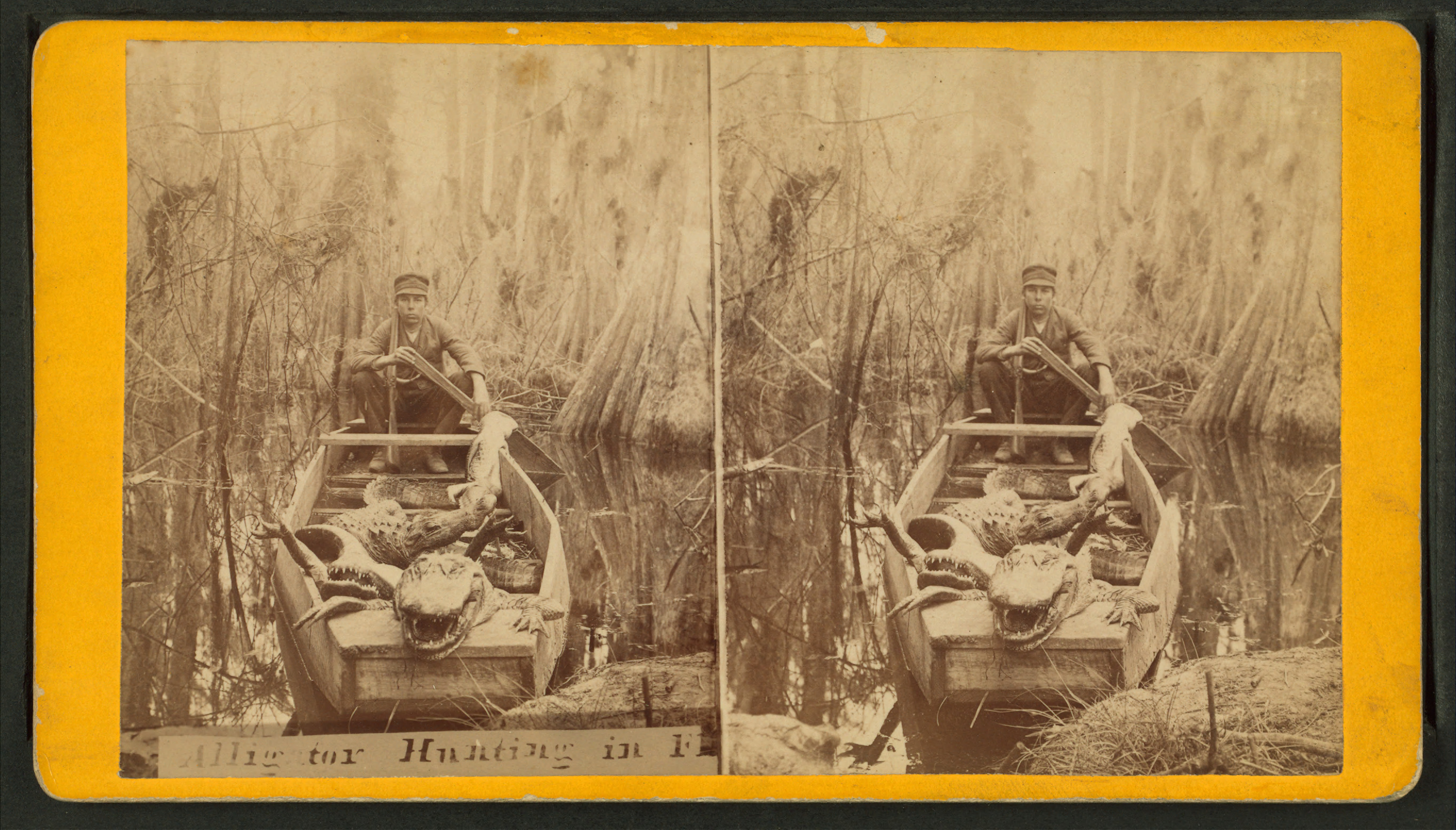
صيد التمساح في فلوريدا

صيد  التماسيح هو التقاط وقتل التماسيح.

## صيد التماسيح في الولايات المتحدة
يمكن اصطياد التمساح الأمريكي بشكل قانوني في جنوب شرق الولايات المتحدة مع التراخيص والعلامات المناسبة. تمنح ولايات فلوريدا وجورجيا وألاباما وأركنساس وميسيسيبي ولويزيانا وكارولاينا الشمالية وكارولاينا الجنوبية وتكساس تراخيص صيد التمساح.

### الأساليب
لا توجد طريقة واحدة لصيد التمساح. يستخدم الصيادون، اعتمادًا على الظروف، عادةً مزيجًا مما يلي:
- الخطاف والحبل
- القوس والسهم
- العزف والفخ
- السلاح الناري

يعد استخدام الخطاف والحبل الطريقة الأكثر شيوعًا، ويتضمن تثبيت خطاف قوي وحبل لشجرة أو عمود في الأرض. عادة ما يُطعن الخطاف بالسمك أو جزء من الدجاج. بعد أخذ الطُعم، يعود الصياد لسحب التمساح وإرساله. تختلف طرق الصيد المسموح بها حسب الولاية، ففي كارولاينا الجنوبية يجب أسر التمساح قبل قتله إما بمسدس أو بعصا. عصا الانفجار هي سلاح ناري متخصص تحت الماء يتم إطلاقه فقط عندما يكون على اتصال مباشر بالهدف.

### تاريخ
تاريخيًا، أدى الصيد غير المنظم إلى انخفاض كبير في أعداد التمساح. في عام 1973، تم إدراج التمساح الأمريكي على أنه مهدد بالانقراض بموجب قانون الأنواع المهددة بالانقراض لعام 1973. أُدرج التمساح الأمريكي كنوع من الأنواع المهددة بالانقراض في عام 1967 بموجب قانون كان مقدمة لقانون الأنواع المهددة بالانقراض لعام 1973. منذ تعافي الأنواع، تم إنشاء برامج صيد التمساح في غالبية الولايات الأمريكية في نطاق موطن التمساح.

### منتجات
المنتجات الرئيسية لصيد التمساح هي لحم وجلد التمساح. جُمعت جلود التمساح منذ القرن التاسع عشر. واستخدم جلد التمساح في صناعة الأحذية والأحزمة والسروج. في أوائل القرن العشرين، بدأت بعض الولايات في الدباغة التجارية لجلد التمساح. أدت زيادة شعبية جلد التمساح إلى ظهور زراعة التمساح، التي أصبحت الآن صناعة تبلغ قيمتها 60 مليون دولار. في أعقاب الركود الاقتصادي العالمي لعام 2008، انخفض الطلب على جلود التمساح البرية بشكل كبير. في ولاية لويزيانا، انخفض عدد الجلود المبلغ عنها من 35625 إلى 9139 في عام واحد.

## صيد التماسيح في السودان
صيد  التماسيح  امر شائع في العديد من مناطق السودان، خاصة القرى الواقعة على ضفاف النيلين الازرق والابيض ونهر النيل في شمال البلاد، كما وان اكل لحم التماسيح يكاد يكون شائعا في تلك المناطق  ويفضل الناس الجزء الخلفي من الجسم مثل الأرجل الخلفية والذيل.
ويشبه طعم لحوم التماسيح خليط بين الدجاج والسمك، ربما سمك القد أو الحبار أو الاسكالوب، ويعتمد طعمها الطري على طريقة تحضيره ويقدم مع زينة وتوابل.[بحاجة لمصدر]

### مطاعم
وافتتح أول مطعم يقدم لحم التمساح بجانب اللحوم الأخرى وسط العاصمة الخرطوم، بمنتزه شارع النيل في العام 2008، وحظي بإقبال واسع من الجمهور حيث يبلغ سعر كيلو لحم التمساح المشوي أو المطبوخ مع المرق 60 جنيها حوالي 10 دولار.[بحاجة لمصدر]
ويحصل  اصحاب  المطاعم على لحم التماسيح من الصيادين في منطقة “شلال السبلوقة 40 كيلو متراً شمال الخرطوم ومهي من شلالات النيل
ويقول مدير مطعم فنيسيا بالخرطوم إلى أن الطلب على لحم التماسيح سجل اعلى مستوياته خلال العام الماضي، وأضاف أن “وجبة التمساح التي يقدمها المطعم، بشارع النيل تكون في اصناف متعددة مثل لحم التمساح مع الشوربة، والمشوي على الفحم والمقلي بالزيت والقرمشة التمساحية.
ويلاحظ  عند تناول لحم التمساح إنه في أول مرة يصاب المرء ببعض التغيرات في درجة الحرارة والتقلصات في المعدة لفترة محدودة، لكنه يصبح مستساغًا عند التعود على تناوله كما قال صائد التماسيح صلاح شعيب بمنطقة جبل اولياء جنوب الخرطوم  واشار شعيب إلى انه لا يمر أسبوع إلا ويكون هو وشركاءه  قد أوقعوا بتمساح أو اثنين يتم توزيعهما على الجميع، ثم نبيع الجزء المتبقي

## فوائد
للحم التمساح فوائد طبية، خاصة أجزاء معينة منه تعالج أمراض الضعف الجنسي والخصوبة لدى الرجال، فضلاً عن أن دهونها تشفي الجروح فورًا، وتعالج العديد من الأمراض.[بحاجة لمصدر]
كما ترتبط شعبيتها الجديدة بالاعتقاد في الطب الصيني التقليدي، بأن لحوم التماسيح تعزز جهاز المناعة وتمنع مشكلات الجهاز التنفسي.